# (13691) Akie
(13691) Akie est un astéroïde de la ceinture principale.

## Description
(13691) Akie est un astéroïde de la ceinture principale. Il fut découvert le 30 septembre 1997 à Hadano par Atsuo Asami. Il présente une orbite caractérisée par un demi-grand axe de 2,57 UA, une excentricité de 0,10 et une inclinaison de 12,3° par rapport à l'écliptique.

## Compléments